# Роденбург, Иоганн
Иоганн ван Роденбург (Johann van Rodenburg; также Ян Корнелиус ван Роденбург, Ян Корнилов; ум. 1660) — нидерландский военный инженер на службе у Фредерика Генриха Оранского, в Российском царстве и в Шведской державе. 

## Биографические данные

### Нидерланды
Иоганн ван Роденбург происходил из старинного феодального рода Фландрии. Упоминается, что во время осады Ден Босха (1629) он был на службе у Фредерика Генриха Оранского (1584–1647). Вероятно, уже тогда в должности военного инженера Роденбург принимал участие в строительстве циркумвалационной линии вокруг этого города.

### Россия

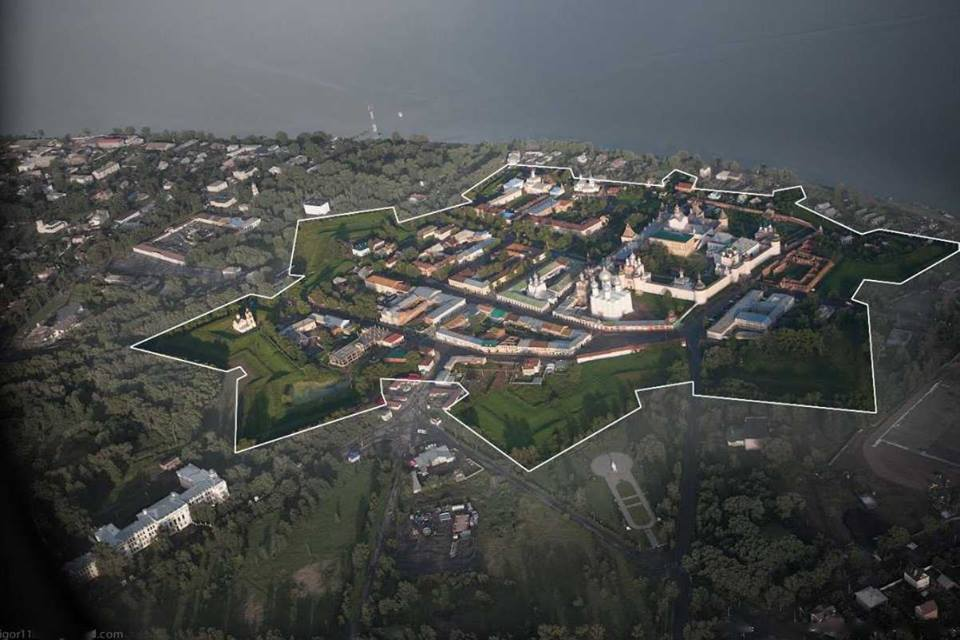
Валы Ростовской крепости

После военной службы в Нидерландах недолго состоял на службе при Российском царском дворе на должности главного инженера. Будучи на службе при дворе царя Михаила Фёдоровича Ян Корнилов — под таким именем он был известен в России — получал различные поручения. Помимо работы по постройке Ростовской крепости (около 1632–1634), он был задействован при осаде Смоленска и в проектировании различных оборонительных линий на южной границе царства, где России угрожали крымские татары.

### Швеция
В 1637 году поступил на службу шведского короля. Участвовал в разработке городских укреплений Нарвы.
Первый план Роденбурга в 1643 году был отвергнут как слишком дорогой, поэтому он выдвинул второй, упрощенный. План 1645 года предполагал создание гигантского предместья к северу от крепости, которое должно было превышать по размерам сам существующий город.
На должность генерал-квартирмейстера Риги его выдвинули королева Швеции Кристина и правительство. Разработал планы и перестройку оборонительных сооружений Рижской крепости с конца 1630-х до середины 1650 годов в период шведского владычества в Ливонии. Работу в Риге начал в 1639 году с перестройки новой Даугавгривской крепости — Неймюнде (Neumünde). В начале следующего десятилетия Роденбург взялся за планирование перестройки Рижского замка и городских укреплений. В музее истории Риги и мореходства сохранился датированный 1652 годом план перестройки рижских предместий и укреплений, известный также как «план Горна» — генерал-губернатора Ливонии с 1652 до 1653 года, который, скорее всего, только утвердил созданный Роденбургом план. 

#### Вклад в развитие Риги
Вклад И. Роденбурга в разработку рижских укреплений (валов, бастионов и защитных рвов) был подтверждён после обращения к шведским архивам, в том числе к Военному архиву и Национальному архиву (Riksarkivet), тогда как ранее авторство этих планов приписывалось как генерал-губернатору Г.Горну, так и рижскому городскому фортификационному инженеру Ф.Муреру. Информацию о процессе разработки дали письма Роденбурга королеве Швеции Кристине, часть которых также сохранилась в Латвийском государственном архиве.
К переписке были приложены три разработанных Роденбургом плана:
1. План укреплений Рижского замка и города, 1641 год. Прикреплен к письму королеве от 21 января. На одном плане укрепления изображены в перспективе с высоты птичьего полёта, на другом они прорисованы на местности рядом с городскими укреплениями;
2. План дорог от Коброншанца, 1641 год. Прикреплен к письму королеве от 22 августа, в котором инженер сообщает, что год назад разработал план Коброншанца «по всем законам фортификации»;
3. План-проект укреплений Рижского замка и предместий, 1643 год. Прикреплен к письму королеве от 18 июля, в котором имеется не только план перестройки укреплений, но прорисована территория предместий и пояс крепостных сооружений. На этом плане указаны крупнейшие дороги и тропы, а также частично деление на земельные участки, которое должно было проиллюстрировать реальную ситуацию в ответ на жалобы рижан об отчуждении их садов для строительства укреплений и дороги от холма Куббе до городской стены. Эта дорога была построена и обозначена на плане рижских предместий Ф.Мурера 1650 года.

Известно, что уже в 1641 году Роденбург разработал план укрепления города со стороны Даугавы и защиты предместий с суши.
В 1643 году он предложил строить рижскую Цитадель, однако в то время слово «цитадель» не использовалось. Он постарался наиболее рационально и экономично организовать защиту рижских предместий. Например, он предложил построить укрепление от Песочной дороги и прилегающего к нему холма Куббе, которое бы защищало не только город, но и предместья. Важной задачей была защита от наводнений, которые с 1640-х годов наносили большой ущерб городу и его жителям.
Планы Роденбурга не предусматривали радикальных изменений уличной сети, хотя ее предлагалось привести к квартальной форме с прямоугольными перекрёстками. Кварталы должны были располагаться вдоль двух параллельных магистральных улиц. Планировалось вырыть два параллельных рва через Ластадию, соединенных с Даугавой, что позволило бы осушить болотистые участки и одновременно подвозить товары к складам-спикерам, а также обеспечить пожарную безопасность.
Укрепления города были спланированы в треугольной форме, существующие палисады, создание которых началось с 1626 года, необходимо было заменить валом, защищенным тринадцатью городскими бастионами, одним полубастионом и двумя небольшими бастионами вдоль вала со стороны Даугавы. Палисады проходили от госпиталя св. Георгия (на нынешней ул. Алунана) до Даугавы за церковью Иисуса. Площадь укреплённого города с предместьями составляла 226 га.
В плане Роденбурга отразилась концепция шведского градостроительства, которое с 1625 года велось по единому шаблону. Инженер внедрил в Риге важные принципы, характерные для нидерландской школы: принцип регулирования водных потоков в защитных рвах и их соединение с рекой, который проявился при строительстве каналов Копенгагена, Гётеборга, Данцига, позднее Санкт-Петербурга. На фоне предыдущей хаотичной застройки его план был революционным, так как предполагал регулярность, считает историк архитектуры Анна Анцане. При этом инженер игнорировал реальные условия рельефа Риги, что затрудняло реализацию его идеи регулярной квартальной застройки на практике.
На строительство укреплений Роденбург запросил у правительства Швеции 96 тысяч талеров.
По плану Роденбурга и его помощника Иоганна Вереншелда (Johahn Werrenskjold, Weren) в довольно сжатые сроки был вырыт ров и построено несколько бастионов. Работы начались у нынешней улицы Маскавас в районе пересечения с нынешней ул. Лачплеша. Однако они были прерваны войной, когда в августе 1656 года Ригу осадили войска русского царя Алексея Михайловича. Во время военных действий предместья были сожжены, что открыло площади для создания необходимых укреплений. Однако земельные участки были восстановлены по плану, сделанному в 1652 году Роденбургом.